# George Cornewall Lewis
George Cornewall Lewis PC (Londra, 21 aprile 1806 – Radnorshire, 13 aprile 1863) è stato un politico e letterato britannico.
È noto come lo statista che preservò la pace nel 1862, quando il governo britannico dibatté l'intervento nella Guerra civile americana. Il Cancelliere dello Scacchiere William Gladstone, il Ministro degli Esteri Russell e il Primo Ministro Palmerston favorirono la Confederazione, preoccupati del fatto che un sanguinoso conflitto razziale avrebbe messo a rischio la continuità delle importazioni di cotone grezzo, che era la materia prima necessario per l'industria tessile del Lancashire. Lewis era invece contrario ad una politica interventista ed illustrò ai contemporanei gli altri legittimi interessi nazionali che esistevano in tal senso in Gran Bretagna. Alla fine gli inglesi fecero propria la sua posizione di neutralità rispetto al conflitto statunitense.

## Biografia
Era il figlio di Lewis Harriet Cornewall e del marito Sir Thomas Frankland Lewis, originario di Harpton Court, nel Radnorshire, un affermato politico conservatore e membro della Commissione incaricata dell'assistenza pubblica a favore dei poveri dl Regno. 
Ciononostante, riuscì ad essere ammesso e a frequentare l'elitario Eton College e il Christ Church di Oxford, dove nel 1828 si laureò a pieni voti in letteratura classica e in matematica. Fu quindi iniziato nella Middle Temple e abilitato alla professione forense tre anni più tardi.
Nel 1832 redasse un glossario di localismi in uso nell'Herefordshire e nelle contee limitrofe. L'opera più importante di questo periodo furono Remarks on the Use and Abuse of some Political Terms ("Le Osservazioni sull'uso e abuso di alcuni termini politici"), che probabilmente furono influenzate dal Book of Parliamentary Fallacies di Jeremy Bentham, opera che sarà ripresa in opere più corpose e tardive, di carattere politico.

Nel 1835 pubblicò il saggio intitolato Essay on the Origin and Formation of the Romance Languages ("sull'origine e la formazione delle lingue romanze"), del quale uscì una seconda edizione nel 1862, e che costituì la prima critica efficace nel Regno Unito di Gran Bretagna e Irlanda alla tesi di François Juste Marie Raynouard in merito all'esistenza di una lingua romanzesca uniforme, esemplificata nella poesia dei trovatori.
Dopo una serie di incarichi nell'amministrazione dello Stato, similmente al padre, fu nominato membro della commissione d'inchiesta sulle condizioni dei poveri residenti nel Regno Unito di Gran Bretagna e Irlanda. Nel 1834 Lord Althorp lo volle membro della commissione d'inchiesta sullo stato delle proprietà e degli interessi della chiesa in Irlanda. Nacque così il volume  Local Disturbances in Ireland, and the Irish Church Question, dato alle stampe nel 1836 a Londra, nel quale condannava la relazione esistente tra chiesa e stato, proponeva l'approvazione di una disciplina normativa statale per il clero cattolico e puntualizzò la necessità di un'organizzazione efficiente del posto di lavoro.
Nel 1844 Lewis sposò Lady Maria Theresa Villiers, amante delle lettere, figlia di George Villiers e di Theresa Parker, nonché sorella minore di George Villiers, 4º conte di Clarendon. Era la vedova del romanziere Thomas Henry Lister, col quale aveva avuto tre figli. Gran parte della loro vita coniugale era trascorsa a Kent House, a Knightsbridge. Lewis e Maria Theresa non ebbero figli, mentre la moglie e la di lei famiglia promossero la carriera di Lewis.

Nel 1846, all'età di 40 anni, ottenne il riconoscimento del titolo di  "Baronetto", essendo di nobile ascendenza da entrambi i nonni materni: Sir George Cornewall (1748-1819), 2° Baronetto di Burford, e Catherine Cornewall, figlia di Velters Cornewall e Catherine Hanbury. 
Nel 1847 Lewis si dimise dal suo ufficio. Fu quindi assegnato alla contea di Hereford e Lord John Russell lo nominò membro della segretaria del comitato governativo di vigilanza sulla Compagnia delle Indie orientali, e pochi mesi più tardi, divenne Sottosegretario di Stato agli affari interni. In tale veste introdusse un progetto per l'abolizione dei corpi che avevano il privilegio di imporre la riscossione dei pedaggi stradali (finalizzati alla manutenzione) a favore di una gestione pubblica locale delle infrastrutture di comunicazione. Ad esso seguì una regolamentazione dell  law of parochial assessment.
Nel 1850 succedette a Hayter come Segretario finanziario del Tesoro. Negli stessi anni curò anche l'uscita del saggio Essay on the Influence of Authority in Matters of Opinio ("Saggio sull'influenza dell'autorità in materia di opinione"). Dal 1853 al 1854 fece parte della Royal Commission della città di Londra.
Nel 1859 pubblicò il Essay on Foreign Jurisdiction and the Extradition of Criminals ("Saggio sulla giurisdizione straniera e l'estradizione dei criminali"), a seguito dell'attentato alla vita di Napoleone III e al dibattito sul disegno di legge contro la cospirazione, che avevano attirato l'attenzione generale dell'opinione pubblica. In tale opera, Lewis sostenne l'estensione dei trattati di estradizione e sconfessò le tesi del giurista tedesco Robert von Mohl, professore ad Heidelberg.
Prima di lasciare il college pubblicò alcune osservazioni sulla teoria linguistica dei predicabili di Richard Whately (1787-1863), e poco tempo più tardi contribuì alla nascita del Museo Filologico, insieme al vescovo e storico Connop Thirlwall (1797-1875) e col teologo Julius Charles Hare (1795-1855).
Le sue ultime due opere furono il Survey of the Astronomy of the Ancients, nel quale, senza dichiarare alcuna conoscenza delle lingue orientali, applicò un'analisi scettica all'ambiziosa egittologia di Bunsen; e il Dialogue on the Best Form of Government ("Dialogo circa la migliore forma di governo"), nel quale l'autore assume il nome di Critone per far notare ai sostenitori dei vari sistemi di governo il fatto che non esista una forma astratta di governo che possa risultare il migliore mondo possibile in tutti i tempi e in tutti luoghi. Nonostante questo progetto di partenza, al 2018 risulta che non sia pervenuto a destinazione alcun saggio inerente alle proprietà predicabili del governo federale, nazionale, provinciale e municipale.
Lo storico Richard Shannon affermò che se Lewis fosse sopravvissuto più a lungo, avrebbe potuto diventare il leader del Partito liberale, posizione che nel 1859 fu invece occupata da William Ewart Gladstone (1809-1898).

Cornewall Lewis si spense nel 1863.

## Eredità

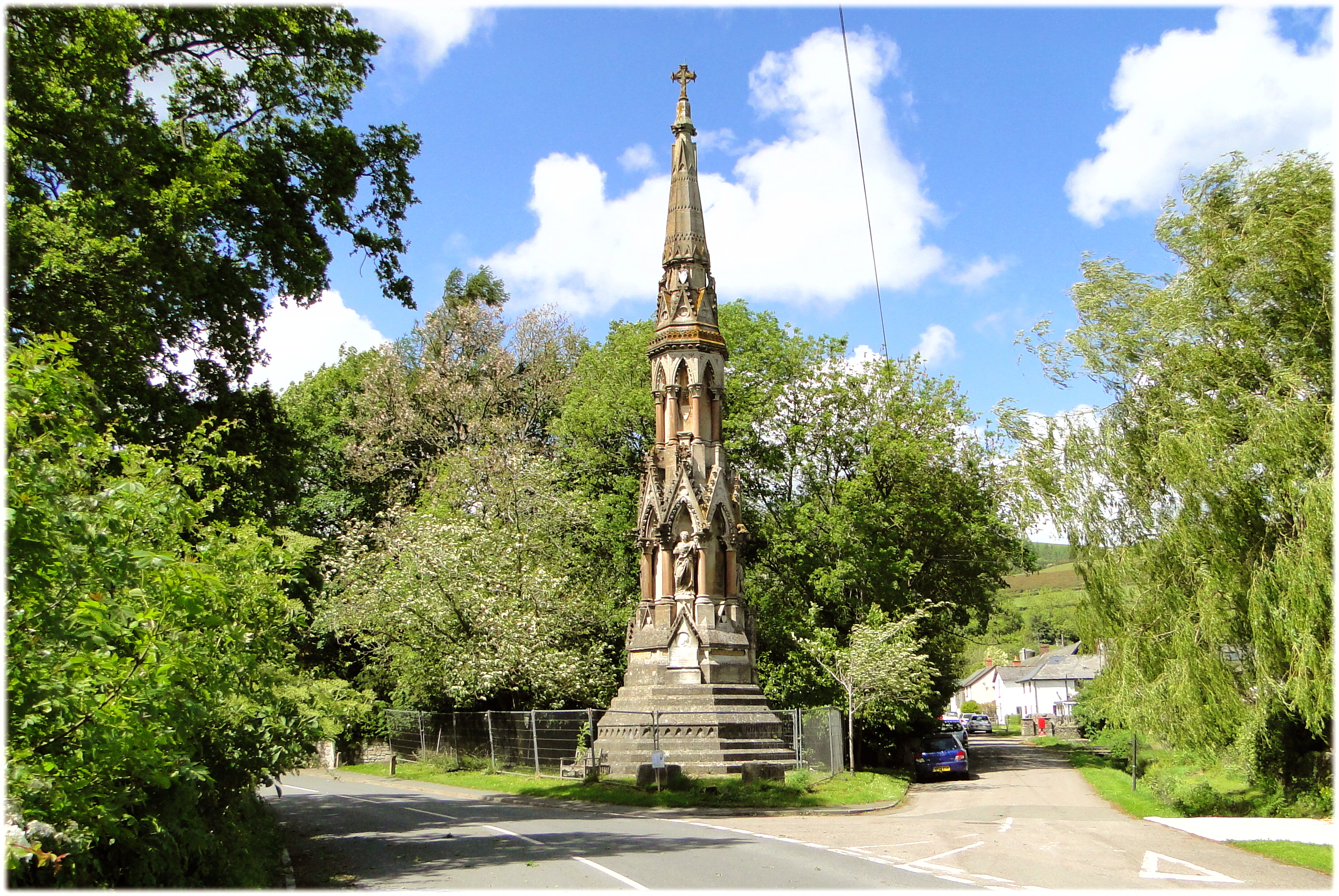
Monumento vicino a New Radnor

Un busto in marmo di Sir George, opera di Weekes, si trova nell'Abbazia di Westminster. Un grande monumento fu costruito in memoria di Sir George Cornewall Lewis nel piccolo villaggio di New Radnor, nei pressi di Powys, così come una statua di fronte alla sede del municipio di Hereford.
La vasta cerchia di amici di Lewis comprendeva Sir E. Head, la famiglia di George Grote, gli Austins, Lord Stanhope, John Stuart Mill, Dean Milman e Duff Gordon. Nella vita pubblica è stato descritto da Lord Aberdeen come notevole "per candore, moderazione, amore per la verità". Secondo Geoffrey Madan, rifiutò sempre l'invito della regina Vittoria di stabilirsi a Balmoral, rinnovatoigli ogni anno.